# بريان هارفي
بريان هارفي (بالإنجليزية: Bryan Harvey) هو لاعب كرة قاعدة أمريكي، ولد في 2 يونيو 1963 في سودي ديزي في الولايات المتحدة.

## وصلات خارجية
- بريان هارفي على موقع دوري كرة القاعدة الرئيسي (الإنجليزية)
- بريان هارفي على موقعبيزبول رفرنس.كوم (الدوري الرئيسي) (الإنجليزية)
- بريان هارفي على موقعبيزبول رفرنس.كوم (الدوري الثانوي) (الإنجليزية)
- بريان هارفي على موقع إي إس بي إن.كوم (أم.أل.بي) (الإنجليزية)
- بريان هارفي على موقع مشجعي الرسوم البيانية (الإنجليزية)